# Jani Kovačič
Jani Kovačič (Šempeter pri Gorici, 14 de junho de 1992) é um jogador de voleibol esloveno que atua na posição de líbero.

## Carreira

### Clube
Kovačič atuou pelo OK Salonit Anhovo – clube de seu país natal – de 2009 a 2013. Em 2014 foi jogar no voleibol austríaco pelo SK Aich/Dob. Na temporada 2015–16 se transferiu para a França para atuar pelo AS Cannes.
Em 2016 o líbero voltou a atuar no seu país natal pelo ACH Volley Ljubljana. Com o novo clube conquistou três títulos do Campeonato Esloveno e dois da Copa da Eslovênia.
Em 2019 foi atuar no voleibol italiano após fechar contrato com o Consar Ravenna, por onde permaneceu por duas temporadas. Na temporada seguinte, voltou a atuar novamente pelo ACH Volley Ljubljana, conquistando os títulos do campeonato e da copa, ambos da temporada 2021–22.

### Seleção
Kovačič conquistou o título da Liga Europeia de 2015 ao derrotar a seleção da Macedónia do Norte por 3 sets a 0 na final. Em 2019 conquistou o título da Challenger Cup de 2019.
Foi vice-campeão do Campeonato Europeu nas edições de 2015, 2019 e 2021.

## Títulos
ACH Volley
- Campeonato Esloveno: 2016–17, 2017–18, 2018–19, 2021–22, 2022–23
- Copa da Eslovênia: 2017–18, 2018–19, 2021–22, 2022–23

## Clubes
| Anos      | Clube                |
| --------- | -------------------- |
| 2009–2013 | OK Salonit Anhovo    |
| 2014–2015 | SK Aich/Dob          |
| 2015–2016 | AS Cannes            |
| 2016–2019 | ACH Volley Ljubljana |
| 2019–2021 | Consar Ravenna       |
| 2021–     | ACH Volley Ljubljana |